# Johann Georg Overbeck
Johann Georg Overbeck (* 24. Dezember 1759 in Lübeck; † 11. Oktober 1819 in Goisern) war ein deutscher evangelischer Theologe, der in der Zeit der ersten Duldung des Protestantismus Ende des 18./Anfang des 19. Jahrhunderts in Österreich tätig war.

## Leben
Johann Georg Overbeck wurde als jüngster von drei Söhnen des Advokaten Georg Christian Overbeck (1713–1786), ein Sohn des Superintendenten Caspar Nicolaus Overbeck, und seiner Frau Eleonora Maria Jauch (1732–1797) in Lübeck geboren. Die ursprünglich aus Westfalen stammende Familie hatte sich im 17. Jahrhundert in Norddeutschland niedergelassen und seither etliche angesehene Pastoren hervorgebracht. So studierte auch Johann Georg Overbeck nach dem Besuch des Katharineums an der Universität Jena protestantische Theologie. Er besuchte Johann Gottfried Herder in Weimar und gab ein Buch über das Johannesevangelium heraus.
Overbeck bestieg bereits als Jüngling mit 19 Jahren die Kanzel zu Reinfeld bei Lübeck. Nach Abschluss seiner Studien, mutmaßlich 1781, wurde er Hofmeister bei dem katholischen k.u.k. Hofrat und Schulreformer Johann Melchior Birkenstock in Wien. Es kam jedoch zu Differenzen zwischen Birkenstock und ihm, so dass er von dort 1784 auf die Pfarrstelle nach Weißbriach in Kärnten wechselte. 1787 nahm der den Ruf auf die Pfarrstelle nach Ramsau am Dachstein in der Steiermark an. Aufgrund von Verschwörungen im Zuge der Französischen Revolution kam es Mitte der 1790er Jahre in Österreich zu einer Verfolgung der gerade aus dem kirchlichen Untergrund wieder hervorgetretenen Protestanten. Auch Overbeck wurde denunziert. Der Anklage wegen der angeblichen Verbreitung von Schriften, die die Französische Revolution verherrlichten, folgte 1793 die Amtsenthebung als Pastor. Overbeck verteidigte sich erfolgreich in Wien und wies seine Unschuld nach. Er wurde als Pastor wieder eingesetzt und erhielt 1795 und 1796 sogar Belobigungen des Kreisamts in Judenburg, das zuvor seine Amtsenthebung verfügt hatte, wegen der von Overbeck getroffenen Schulmaßnahmen. 1797 wechselte er auf eine Stelle der evangelischen Pfarrgemeinde Dornbach bei Malta in Kärnten. 1802 folgte seine letzte Versetzung nach Goisern im Salzkammergut, eine Gemeinde mit kryptoprotestantischer Tradition. Hier in Oberösterreich wurde er auch Senior der Evangelischen Kirche. Im ersten Amtsjahr 1802 brach in Goisern eine Pocken-Epidemie aus und 1805 wurde das Salzkammergut von den Franzosen besetzt. Die Unterstützung sowohl durch das Salzamt wie auch die Mitglieder seiner Gemeinde verschaffte ihm und seiner Familie allen Widrigkeiten der Zeit zum Trotz eine tragfähige Existenz. Overbeck betrieb von 1813 bis 1816 den Neubau der protestantischen Kirche in Goisern, die er rechtzeitig zum Reformationsjubiläum 1817 noch selbst weihen konnte.

## Nachkommen und Familie
Overbeck heiratete 1792 die aus Nürnberg stammende Marie Babette Bingel (1744–1840). Das Paar hatte fünf Kinder. Seine Nachkommen besetzten in seiner Nachfolge über Generationen wichtige Stellen in der Evangelischen Kirche Österreichs und Böhmen und Mährens. Die älteste Tochter Marie Therese (1793–1853) heiratete Johann Theodor Wehrenfennig (1794–1856), Pastor in Goisern und ab 1855 Superintendent der Superintendenz A.B. Oberösterreich. Overbecks Sohn Karl (1806–1864) wurde ebenfalls Pastor und wirkte in Attersee am Attersee; 1855 wurde auch er Senior der evangelischen Kirchengemeinden in Oberösterreich. Overbecks Enkel waren Adolf Wilhelm Wehrenpfennig (1819–1882), ebenfalls Pfarrer zu Goisern und 1870 Senior der evangelischen Kirchengemeinden in Oberösterreich, und der Architekt Hermann Wehrenfennig (1822–1881), ein namhafter Erbauer protestantischer Kirchen in Oberösterreich war. Ein weiterer Enkel war Moritz Konrad Ernst Wehrenpfennig (1826–1897), der ebenfalls Pfarrer in Goisern und 1882 Senior der evangelischen Kirchengemeinden in Oberösterreich wurde. 1873 gründete dessen Frau Luise, weit über die Grenzen des Landes hinaus bekannt für ihr caritatives Wirken, eine von ihr geleitete Kleinkinderschule und ein evangelisches Erziehungsheim in Goisern, heute „Luise-Wehrenpfennig-Haus“.
Urenkel, Sohn von Adolf Wilhelm Wehrenpfennig, war der Pfarrer Gottfried Wehrenfennig (auch Wehrenpfennig) (1873–1950), langjähriger Bundesführer des Bundes der Deutschen. Ururenkel war der Bischof der Hochkirche in Österreich Manfred Apollos Strenger-Wehrenpfennig.
Der romantische Dichter und Lübecker Bürgermeister Christian Adolph Overbeck war Overbecks ältester Bruder. Der Maler Friedrich Overbeck sein Neffe.

## Werke
- Neue Versuche über das Evangelium Johannis, Gera 1784